# Emotion Engine
Emotion Engine（エモーション エンジン、略称: EE）は、ソニー・コンピュータエンタテインメント（SCE）と東芝によって開発され、主にPlayStation 2向けに設計・使用されたMIPS R5900ベースの64ビットRISCマイクロプロセッサである。実質的な後継はPlayStation 3におけるCell Broadband Engine。
1999年2月16日、アメリカの米学会において、SCEと東芝が共同開発で実現した高性能チップの発表を行った。その時に「ゲームやネットワークでの利用のため」と題して公開されたプロセッサがエモーション・エンジンだった。
本項では、同じくSCEによって開発され、PS2向けに設計・使用されたGPU・Graphics Synthesizer（グラフィックス シンセサイザ、略称: GS）についても扱う。
この2つのチップはセットで使われる事が多く、当初は独立したチップであったが、のちにワンチップ化が行われた。

## 概要
CPUコアの浮動小数点演算ユニット（FPU）以外に、VLIWを採用した2系統のベクトル演算ユニット（VU: Vector Unit）を搭載する。そのためFPU及び2系統のVUを合計した浮動小数点演算能力は、ピーク時で 6.2 GFLOPS となった。
また、DMAコントローラが統合されており、内部の各ユニットを128bitバスで接続した世界初の完全な128ビットプロセッサであるとSCE社は発表した。
メインメモリとは、ラムバス社のDirect RDRAMインターフェイス2チャネルにより3.2 GBpsのメモリ帯域で接続されている。また、イメージプロセッシングユニットと呼ばれるMPEG-2デコーダユニットを内蔵し、MPEG-2形式のビデオを単体で再生する能力を持つ。
PS2が発売される前の1999年、当時のSCE社長だった久夛良木健はこのチップをゲーム機での採用だけにとどまらずマルチメディアワークステーションにも活用する構想を明らかにしていたが（詳しくは#GScube 16を参照）、結果としてソニー製品としてはPS2とPSX、WEGA、QUALIA 005以外での採用は特になかった。ちなみに久夛良木はPS3のCPUであるCell Broadband Engineでも同様の構想を明らかにしていた。ソニー社長の出井伸之曰く「次世代PSはウィンテルにも対抗しうるものでソニーのエレクトロニックビジネスの大きな柱の一つとなる」。ソニー本社は次世代のPSをゲーム専用機とは認識していない表われが出ていた。
これまではリアルタイムに処理する事が難しかった人物の表情や柔らかい髪の動き、といった表現が可能となった。
また、ナムコ（ゲームメーカー）と山佐（パチスロメーカー）がパチスロ用基板「P246」を共同開発する際、GSと共にEEも採用された。
初期のPS3にもPlayStation 2用ゲームソフトの互換性を確保するためにEE+GSが搭載されている。その後GSしか搭載していない一部モデルを経てPS3におけるPS2ゲームソフトの互換性は廃止された。

### 各世代のEE、GSの比較表
|                     | EE#1 （試作） | EE#2 (SCPH-10000) | EE#3 | EE#4 | EE+GS (SCPH-70000) | EE+GS' (SCPH-79000以降) |
| ------------------- | ------------- | ----------------- | ---- | ---- | ------------------ | ----------------------- |
| チップ面積 (mm2)    | 240           | 224               | 110  | 73   | 86                 | N/A                     |
| プロセスルール (nm) | 250           | 250               | 180  | 150  | 90                 | 65                      |
| 消費電力 (W)        | 15            | 18                | N/A  | N/A  | 8.5                | N/A                     |
| トランジスタ数 (万) | 1050          | 1350              | N/A  | N/A  | 5350               | N/A                     |

|                     | GS#1 | GS#2 | GS#3 | GS#4 | GS#5 | GS#6 |
| ------------------- | ---- | ---- | ---- | ---- | ---- | ---- |
| チップ面積 (mm2)    | 279  | 188  | 108  | 96   | 83   | 73   |
| プロセスルール (nm) | 250  | 180  | N/A  | N/A  | N/A  | 130  |
| トランジスタ数 (万) | 4300 | N/A  | N/A  | N/A  | N/A  | N/A  |

## Graphics Synthesizer
Graphics Synthesizer（グラフィックス シンセサイザ、略称: GS）は、SCEによって開発され、主にPS2向けに設計・使用されたGPU。
4MBのDRAMを混載したことによって、2560 bit（内訳は読み込み 1024 bit、書き込み 1024 bit、テクスチャ 512 bit）という超広帯域のバス幅を備え、合計48GB/秒という転送速度が特徴。
その他のスペックとしては、ピクセルエンジンと呼ばれるパイプラインを16基備え、147.456 MHzで動作する。なお集積トランジスタ数は4300万、250 nmプロセス製造でダイ面積が279 mm2となっており、発表当時としてはPC向けハイエンドチップの2倍以上の規模であった。

## GScube 16
GScube 16は、PS2アーキテクチャをベースにメインメモリを4倍の128MBにしたEmotion Engineと、混載メモリを32MBに増量した「Graphics Synthesizer I-32」をそれぞれ16基搭載した、グラフィックワークステーションのプロトタイプである。
形状は正方形で、上部にGSユニットの稼働状況を表すイルミネーションが搭載されている。単独で稼働するワークステーションではなく、ホストシステムを必要とする。
また、チップを64個並列に搭載した「GScube 64」や、さらにそれを拡張し4000×2000ピクセルで120fpsでの映像出力が可能なワークステーションも予定されていた。